# Saison 2012 de l'équipe cycliste Liquigas-Cannondale
La saison 2012 de l'équipe cycliste Liquigas-Cannondale est la huitième de l'équipe italienne depuis que le sponsor Liquigas a fait son retour dans le cyclisme en 2005. En tant qu'équipe World Tour, l'équipe participe à l'ensemble du calendrier de l'UCI World Tour du Tour Down Under en janvier au Tour de Pékin en octobre. Parallèlement au World Tour, Liquigas-Cannondale peut participer aux courses des circuits continentaux de cyclisme.
L'équipe Liquigas-Cannondale remporte un total de 38 victoires en 2012, non seulement sur le circuit World Tour mais également sur des épreuves de l'UCI Europe Tour, de l'UCI America Tour et de l'UCI Asia Tour. Le coureur le plus titré est Peter Sagan avec 16 victoires tandis que le meilleur coureur de l'équipe au classement UCI World Tour est Vincenzo Nibali avec sa quatrième place. L'équipe italienne termine troisième du classement par équipes.

## Préparation de la saison 2012

### Arrivées et départs
| Arrivées           | Équipe 2011         |
| ------------------ | ------------------- |
| Stefano Agostini   | Zalf Désirée Fior   |
| Federico Canuti    | Colnago-CSF Inox    |
| Moreno Moser       | Lucchini Maniva Ski |
| Daniele Ratto      | Geox-TMC            |
| Cayetano Sarmiento | Acqua & Sapone      |

| Départs            | Équipe 2012     |
| ------------------ | --------------- |
| Francesco Bellotti |                 |
| Davide Cimolai     | Lampre-ISD      |
| Mauro Finetto      | KM Bottecchia   |
| Jacopo Guarnieri   | Astana          |
| Simone Ponzi       | Astana          |
| Cameron Wurf       | Champion System |

## Coureurs et encadrement technique

### Effectif
| Cycliste             | Date de naissance | Nationalité | Équipe 2011                |
| -------------------- | ----------------- | ----------- | -------------------------- |
| Valerio Agnoli       | 6 janvier 1985    | Italie      | Liquigas-Cannondale        |
| Stefano Agostini     | 3 janvier 1989    | Italie      | Zalf Désirée Fior          |
| Ivan Basso           | 26 novembre 1977  | Italie      | Liquigas-Cannondale        |
| Maciej Bodnar        | 7 mars 1985       | Pologne     | Liquigas-Cannondale        |
| Federico Canuti      | 30 août 1985      | Italie      | Colnago-CSF Inox           |
| Eros Capecchi        | 13 juin 1986      | Italie      | Liquigas-Cannondale        |
| Damiano Caruso       | 12 octobre 1987   | Italie      | Liquigas-Cannondale        |
| Mauro Da Dalto       | 8 avril 1981      | Italie      | Liquigas-Cannondale        |
| Tiziano Dall'Antonia | 26 juillet 1983   | Italie      | Liquigas-Cannondale        |
| Timothy Duggan       | 14 novembre 1982  | États-Unis  | Liquigas-Cannondale        |
| Ted King             | 31 janvier 1983   | États-Unis  | Liquigas-Cannondale        |
| Kristjan Koren       | 25 novembre 1986  | Slovénie    | Liquigas-Cannondale        |
| Paolo Longo Borghini | 10 décembre 1980  | Italie      | Liquigas-Cannondale        |
| Alan Marangoni       | 16 juillet 1984   | Italie      | Liquigas-Cannondale        |
| Moreno Moser         | 25 décembre 1990  | Italie      | Lucchini Maniva Ski        |
| Dominik Nerz         | 25 août 1989      | Allemagne   | Liquigas-Cannondale        |
| Vincenzo Nibali      | 14 novembre 1984  | Italie      | Liquigas-Cannondale        |
| Daniel Oss           | 13 janvier 1987   | Italie      | Liquigas-Cannondale        |
| Maciej Paterski      | 12 septembre 1986 | Pologne     | Liquigas-Cannondale        |
| Daniele Ratto        | 5 octobre 1989    | Italie      | Geox-TMC                   |
| Fabio Sabatini       | 18 février 1985   | Italie      | Liquigas-Cannondale        |
| Juraj Sagan          | 23 décembre 1988  | Slovaquie   | Liquigas-Cannondale        |
| Peter Sagan          | 26 janvier 1990   | Slovaquie   | Liquigas-Cannondale        |
| Cristiano Salerno    | 18 février 1985   | Italie      | Liquigas-Cannondale        |
| Cayetano Sarmiento   | 28 mars 1987      | Colombie    | Acqua & Sapone             |
| Sylwester Szmyd      | 2 mars 1978       | Pologne     | Liquigas-Cannondale        |
| Alessandro Vanotti   | 16 septembre 1980 | Italie      | Liquigas-Cannondale        |
| Elia Viviani         | 7 février 1989    | Italie      | Liquigas-Cannondale        |
| Stagiaire            | Date de naissance | Nationalité | Équipe 2012                |
| Daniele Aldegheri    | 5 février 1990    | Italie      | Trevigiani Dynamon Bottoli |
| Marco Benfatto       | 6 janvier 1988    | Italie      | Idea 2010                  |
| Matthias Krizek      | 29 août 1988      | Autriche    | Marchiol-Emisfero-Site     |

## Bilan de la saison

### Victoires
| Date       | Course                                                         | Pays       | Classe | Vainqueur       |
| ---------- | -------------------------------------------------------------- | ---------- | ------ | --------------- |
| 28/01/2012 | 6e étape du Tour de San Luis                                   | Argentine  | 2.1    | Elia Viviani    |
| 04/02/2012 | Grand Prix de la côte étrusque                                 | Italie     | 1.1    | Elia Viviani    |
| 11/02/2012 | 1re étape du Tour de la province de Reggio de Calabre          | Italie     | 2.1    | Elia Viviani    |
| 12/02/2012 | 2e étape du Tour de la province de Reggio de Calabre           | Italie     | 2.1    | Elia Viviani    |
| 12/02/2012 | Classement général du Tour de la province de Reggio de Calabre | Italie     | 2.1    | Elia Viviani    |
| 15/02/2012 | 2e étape du Tour d'Oman                                        | Oman       | 2.HC   | Peter Sagan     |
| 18/02/2012 | 5e étape du Tour d'Oman                                        | Oman       | 2.HC   | Vincenzo Nibali |
| 18/02/2012 | Trofeo Laigueglia                                              | Italie     | 1.1    | Moreno Moser    |
| 26/02/2012 | Grand Prix de Lugano                                           | Suisse     | 1.1    | Eros Capecchi   |
| 10/03/2012 | 4e étape de Tirreno-Adriatico                                  | Italie     | WT     | Peter Sagan     |
| 11/03/2012 | 5e étape de Tirreno-Adriatico                                  | Italie     | WT     | Vincenzo Nibali |
| 13/03/2012 | Classement général de Tirreno-Adriatico                        | Italie     | WT     | Vincenzo Nibali |
| 21/03/2012 | 2ea étape de la Semaine internationale Coppi et Bartali        | Italie     | 2.1    | Elia Viviani    |
| 27/03/2012 | 1re étape des Trois Jours de La Panne                          | Belgique   | 2.HC   | Peter Sagan     |
| 01/05/2012 | Grand Prix de Francfort                                        | Allemagne  | 1.HC   | Moreno Moser    |
| 13/05/2012 | 1re étape du Tour de Californie                                | États-Unis | 2.HC   | Peter Sagan     |
| 14/05/2012 | 2e étape du Tour de Californie                                 | États-Unis | 2.HC   | Peter Sagan     |
| 15/05/2012 | 3e étape du Tour de Californie                                 | États-Unis | 2.HC   | Peter Sagan     |
| 16/05/2012 | 4e étape du Tour de Californie                                 | États-Unis | 2.HC   | Peter Sagan     |
| 20/05/2012 | 8e étape du Tour de Californie                                 | États-Unis | 2.HC   | Peter Sagan     |
| 28/05/2012 | Championnat des États-Unis sur route                           | États-Unis | CN     | Timothy Duggan  |
| 09/06/2012 | 1re étape du Tour de Suisse                                    | Suisse     | WT     | Peter Sagan     |
| 11/06/2012 | 3e étape du Tour de Suisse                                     | Suisse     | WT     | Peter Sagan     |
| 12/06/2012 | 4e étape du Tour de Suisse                                     | Suisse     | WT     | Peter Sagan     |
| 14/06/2012 | 6e étape du Tour de Suisse                                     | Suisse     | WT     | Peter Sagan     |
| 17/06/2012 | 4e étape du Tour de Slovénie                                   | Slovénie   | 2.1    | Kristjan Koren  |
| 21/06/2012 | Championnat de Pologne du contre-la-montre                     | Pologne    | CN     | Maciej Bodnar   |
| 23/06/2012 | Championnat de Slovaquie sur route                             | Slovaquie  | CN     | Peter Sagan     |
| 01/07/2012 | 1re étape du Tour de France                                    | France     | WT     | Peter Sagan     |
| 03/07/2012 | 3e étape du Tour de France                                     | France     | WT     | Peter Sagan     |
| 06/07/2012 | 6e étape du Tour de France                                     | France     | WT     | Peter Sagan     |
| 10/07/2012 | 1re étape du Tour de Pologne                                   | Pologne    | WT     | Moreno Moser    |
| 15/07/2012 | 6e étape du Tour de Pologne                                    | Pologne    | WT     | Moreno Moser    |
| 16/07/2012 | Classement général du Tour de Pologne                          | Pologne    | WT     | Moreno Moser    |
| 06/09/2012 | 4e étape du Tour de Padanie                                    | Italie     | 2.1    | Vincenzo Nibali |
| 07/09/2012 | Classement général du Tour de Padanie                          | Italie     | 2.1    | Vincenzo Nibali |
| 09/10/2012 | 1re étape du Tour de Pékin                                     | Chine      | WT     | Elia Viviani    |
| 21/10/2012 | Japan Cup                                                      | Japon      | 1.HC   | Ivan Basso      |

### Résultats sur les courses majeures
Les tableaux suivants représentent les résultats de l'équipe dans les principales courses du calendrier international (les cinq classiques majeures et les trois grands tours). Pour chaque épreuve est indiqué le meilleur coureur de l'équipe, son classement ainsi que les accessits glanés par Liquigas-Cannondale sur les courses de trois semaines.

#### Classiques
| Classique            | Milan-San Remo       | Tour des Flandres | Paris-Roubaix    | Liège-Bastogne-Liège | Tour de Lombardie     |
| -------------------- | -------------------- | ----------------- | ---------------- | -------------------- | --------------------- |
| Coureur (classement) | Vincenzo Nibali (3e) | Peter Sagan (5e)  | Daniel Oss (60e) | Vincenzo Nibali (2e) | Vincenzo Nibali (26e) |

#### Grands tours
| Grand tour           | Tour d'Italie   | Tour de France                                              | Tour d'Espagne      |
| -------------------- | --------------- | ----------------------------------------------------------- | ------------------- |
| Coureur (classement) | Ivan Basso (5e) | Vincenzo Nibali (3e)                                        | Eros Capecchi (25e) |
| Accessits            | -               | 3 victoires d'étapes et classement par points (Peter Sagan) | -                   |

### Classement UCI
L'équipe Liquigas-Cannondale termine à la troisième place du World Tour avec 1 197 points. Ce total est obtenu par l'addition des 130 points amenés par la 4e place du championnat du monde du contre-la-montre par équipes et des points des cinq meilleurs coureurs de l'équipe au classement individuel que sont Vincenzo Nibali, 4e avec 400 points, Peter Sagan, 8e avec 351 points, Moreno Moser, 26e avec 175 points, Ivan Basso, 59e avec 88 points, et Eros Capecchi, 78e avec 53 points,.
| Rang | Coureur            | Points |
| ---- | ------------------ | ------ |
| 4    | Vincenzo Nibali    | 400    |
| 8    | Peter Sagan        | 351    |
| 26   | Moreno Moser       | 175    |
| 59   | Ivan Basso         | 88     |
| 78   | Eros Capecchi      | 53     |
| 99   | Elia Viviani       | 36     |
| 101  | Sylwester Szmyd    | 34     |
| 152  | Daniel Oss         | 10     |
| 210  | Damiano Caruso     | 2      |
| 226  | Fabio Sabatini     | 1      |
| 228  | Daniele Ratto      | 1      |
| 232  | Maciej Paterski    | 1      |
| 236  | Cayetano Sarmiento | 1      |